# 미나미코마군

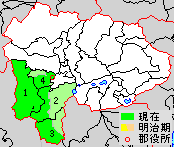
미나미코마 군의 위치

미나미코마군(일본어: 南巨摩郡, みなみこまぐん)은 일본 야마나시현의 군이다.
인구 29,766명, 면적 984.81km², 인구밀도 30.2명/km².(2025년 3월 1일, 추계인구)
이하 4정으로 구성된다.
- 난부정(南部町)
- 하야카와정(早川町)
- 미노부정(身延町)
- 후지카와정(富士川町)

## 군역
1878년 출범 당시의 군역은 위의 4정에서 후지강 동쪽 및 후지카와정 히라바야시를 제외한 구역에 해당한다.
야마나시현 내에서는 교난(峡南)으로도 불리며 이것에 대해서 나카코마군, 주로 미나미알프스시에 해당하는 지역을 교사이(峡西), 주오시에 해당하는 지역을 교추(峡中), 기타코마군(현 호쿠토시)은 교호쿠(峡北)가 되어 공적 기관의 소재·관할하는 지역을 나타내는 명칭의 일부로서 사용되는 경우가 있다.

## 역사
- 1878년 12월 19일 - 군구정촌 편제법이 야마나시현에서 시행되면서, 고마군 중 일부 구역으로 미나미코마군이 발족.

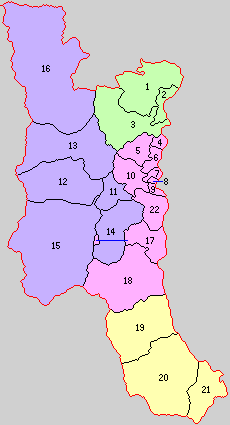
1.마스호촌 2.가지카자와촌 3.고카이촌 4.니시지마촌 5.오스나리촌 6.기리이시촌 7.요카이치바촌 8.이누마촌 9.이토미촌 10.아케보노촌 11.고카촌 12.미야코가와촌 13.미사토촌 14.모토다테촌 15.스즈리시마촌 16.나라다촌 17.미노부촌 18.도요오카촌 19.무쓰아이촌 20.도미카와촌 21.만자와촌 22.후쿠이촌 (보라:하야카와정 분홍:미노부정 노랑:난부정 녹색:후지카와정)

- 1889년 7월 1일 - 정촌제 시행으로, 아래의 정촌이 발족.(22촌)
  - 마스호촌(増穂村), 가지카자와촌(鰍沢村), 고카이촌(五開村): 현 후지카와정
  - 니시지마촌(西島村), 오스나리촌(大須成村), 기리이시촌(切石村), 요카이치바촌(八日市場村), 이누마촌(伊沼村), 이토미촌(飯富村), 아케보노촌(曙村): 현 미노부정
  - 고카촌(五箇村), 미야코가와촌(都川村), 미사토촌(三里村), 모토다테촌(本建村), 스즈리시마촌(硯島村), 나라다촌(奈良田村): 현 하야카와정
  - 미노부촌(身延村), 도요오카촌(豊岡村): 현 미노부정
  - 무쓰아이촌(睦合村), 도미카와촌(富河村), 만자와촌(万沢村):현 난부정
  - 후쿠이촌(福居村): 현 미노부정
- 1890년 4월 1일 - 나라다촌이 개칭하여 니시야마촌(西山村)이 됨.
- 1892년
  - 4월 1일 - 마스호촌의 일부가 분리되어 호즈미촌(穂積村)이 발족.(23촌)
  - 9월 1일 - 기리이시촌이 시즈카와촌(静川村)으로 개칭.
- 1896년
  - 3월 7일 - 후쿠이촌이 개칭하여 시모야마촌(下山村)이 됨.
  - 8월 1일 - 가지카자와촌이 정제 시행으로 가지카자와정(鰍沢町)이 됨.(1정 22촌)
- 1931년 1월 1일 - 미노부촌이 정제 시행으로 미노부정(身延町)이 됨.(2정 21촌)
- 1933년 7월 1일 - 요카이치바촌·이누마촌·이토미촌이 합병하여, 하라촌(原村)이 발족.(2정 19촌)
- 1951년 4월 3일 - 마스호촌이 정제 시행으로 마스호정(増穂町)이 됨.(3정 18촌)
- 1954년
  - 6월 1일 - 마스호정이 나카코마군 히라바야시촌을 편입.
  - 8월 17일 - 니시지마촌·오스나리촌·시즈카와촌·아케보노촌이 합병하여, 나카토미정(中富町)이 발족.(4정 14촌)
- 1955년
  - 2월 11일(5정 10촌)
    - 미노부정·시모야마촌·도요오카촌이 니시야쓰시로군 오코우치촌과 합병하여, 새로이 미노부정이 발족.
    - 도미카와촌·만자와촌이 합병하여, 도미자와정(富沢町)이 발족.

  - 3월 1일 - 호즈미촌이 마스호정에 편입.(5정 9촌)
  - 4월 1일(6정 7촌)
    - 가지카자와정·고카이촌이 합병하여, 새로이 가지카자와정이 발족.
    - 무쓰아이촌이 니시야쓰시로군 사카에촌과 합병하여 난부정(南部町)이 발족.

  - 8월 1일 - 하라촌이 나카토미정에 편입.(6정 6촌)
- 1956년 9월 30일(7정)
  - 가지카자와정이 니시야쓰시로군 다이도촌의 일부를 편입.
  - 고카촌·미야코가와촌·미사토촌·스즈리시마촌·모토다테촌·니시야마촌이 합병하여, 하야카와정(早川町)이 발족.
- 1958년 4월 1일 - 나카토미정이 니시야쓰시로군 교와촌의 일부를 편입.
- 2003년 3월 1일 - 난부정·도미자와정이 합병하여, 새로이 난부정이 발족.(6정)
- 2004년 9월 13일 - 미노부정·나카토미정이 니시야쓰시로군 시모베정과 합병하여, 새로이 미노부정이 발족.(5정)
- 2010년 3월 8일 - 가지카자와정·마스호정이 합병하여, 후지카와정(富士川町)이 발족.(4정)

## 같이 보기
- 고마군
- 나카코마군
- 기타코마군